# José Trindade Coelho
José Francisco de Trindade Coelho (* 18. Juni 1861 in Mogadouro, Distrikt Bragança, Tras-os-Montes, Portugal; † 9. Juni 1908 in Lissabon, Portugal) war ein portugiesischer Schriftsteller, Journalist, Jurist, Politiker, Zeitschriftengründer und Volkspädagoge. Als Schriftsteller war er einer der bedeutendsten Heimatdichter Portugals im 19. Jahrhundert. Als Politiker und Pädagoge hatte er sich der Volksbildung verschrieben.

## Leben
Er wurde in einer Stadt in der abgelegensten Region Portugals, dem Tras-os-Montes (Hinter den Bergen) geboren. Diese Region, in der er auch seine Kinder- und Jugendzeit verbrachte, prägte viele seiner Heimatschriften. Zunächst bekam er privaten Lateinunterricht durch zwei Priester. Später setzte er seine schulische Ausbildung in Porto fort. In Coimbra begann er ein Studium der Rechtswissenschaften. Da er für das Studium Geld brauchte, begann er für diverse Magazine zu schreiben, um sich sein Studium damit zu finanzieren. In dieser Zeit heiratete er und wurde Vater eines Sohnes. Als Autor für die Magazine benutzte er das Pseudonym „Belistirio“, niemand sollte den mittellosen Studenten dahinter erkennen. 1885 beendete er sein Studium und war seither als Anwalt tätig. Daneben wurde er auch zum Beamten berufen und war in der Kommunalverwaltung als Jurist tätig. Er zog nach Portalegre, wo er zwei Zeitschriften gründete. Für die Stadt Ovar kandidierte er erfolglos für das Parlament als Abgeordneter. Die letzte Station seines Berufslebens führte ihn nach Lissabon. 1895 hatte er sich dort endgültig als Anwalt niedergelassen. Kurzzeitig war er noch in Sintra als Kritiker tätig. Dann bekam er einen großen juristischen Fall, der in ganz Portugal für Aufsehen sorgte und ihn schlagartig im ganzen Land als Rechtsanwalt und auch als Autor berühmt machte: er verteidigte 33 Politische Gefangene, die auf die Kap Verden deportiert worden waren- und gewann den Prozess. Danach schrieb er weiter für diverse Magazine, so für „Portugal“, „Novidades“, „Reporter“, und begründete die „Revista Nova“.
Von 1890 bis 1907 war er Stadtrat in Lissabon. Seine berühmtesten Werke waren der heimatliche Erzählband Os meus amores, 1891, und das in allen Schulen der Zeit genutzte Lesebuch ABC do Povo, 1901.
Literarisch gesehen war er Naturalist, politisch Volksaufklärer und Republikaner.
Auf Betreiben der deutschen Romanistin Luise Ey schrieb er 1902 eine vielbeachtete Autobiographie. Sein Werk ist bis heute nicht ins Deutsche übertragen worden.
Am 9. Juni 1908 beging er in Lissabon Selbstmord.

## Werk (Auswahl)
- Os meus amores (1891), Erzählungen (Meine Liebschaften).
- ABC do Povo, (1901), Lesebuch für die Schule, (ABC für das Volk).
- Manual Politico do Cidadao Portugues, (1906), pädagogische Schrift. (Anleitung für den portugiesischen Staatsbürger).
- Autobiografia e Cartas, (1910), (Autobiographie und Briefe).